# Bezirksrabbinat Laupheim
Das Bezirksrabbinat Laupheim entstand 1832 in Laupheim in Württemberg und war eines von 13 Bezirksrabbinaten, die auch als Bezirkssynagogen bezeichnet wurden. Das Bezirksrabbinat wurde 1889 nach Ulm verlegt.

## Geschichte
Durch einen Erlass des Ministeriums des Innern vom 3. August 1832 wurden nach der Zusammenlegung oder Auflösung verschiedener jüdischer Gemeinden die nun insgesamt 41 Kirchengemeinden in 13 Bezirksrabbinate eingeteilt. Laupheim wurde Sitz eines Rabbinatsbezirks, da dort im 19. Jahrhundert die zweitgrößte jüdische Gemeinde Württembergs bestand, die 1869 843 Mitglieder hatte. Die Bezirksrabbinate waren der ebenfalls 1832 geschaffenen Oberkirchenbehörde unterstellt.

## Aufgaben
Die Aufgaben umfassten den Vollzug der landesherrlichen Verordnungen, die Verkündigung und den Vollzug der Verordnungen der Oberkirchenbehörde, Beratungen über Schulangelegenheiten, die Verwaltung von Stiftungen und die Verteilung von Almosen. Zur Finanzierung der Bezirksrabbinate wurden Umlagen von den einzelnen jüdischen Gemeinden bezahlt.

## Gemeinden des Rabbinatsbezirks
- Jüdische Gemeinde Laupheim
- Jüdische Gemeinde Ulm (1856 neu gegründet)

## Bezirksrabbiner
- 1825 bis 1835 Salomon Wassermann
- 1835 bis 1851 Jakob Kaufmann
- 1852 bis 1876 Abraham Wälder
- 1876 bis 1892 Ludwig Kahn